# Svjetska serija dvobojskog jedrenja u Hrvatskoj
Regate u Hrvatskoj koje su bile dio Svjetske serije dvobojskog jedrenja, odnosno World Match Racing Tour-a.

## Izdanja
| Godina     | Lokacija  | Regata            | Status regate      | Tip jedrilica |
| ---------- | --------- | ----------------- | ------------------ | ------------- |
| 2017.      | Poreč     | Croatia Match Cup | World Tour regata* | višetrupac    |
| 1998.-'??. | Split     | ACI Cup           |                    | jednotrupac   |
| 1997.      | Umag      | ACI Cup           |                    | jednotrupac   |
| 1996.      | Dubrovnik | ACI Cup           |                    | jednotrupac   |
| ?-'95.     | Rovinj    | ACI Cup           |                    | jednotrupac   |

* kvalifikacijska za World Championship regatu